# Cruoriella elegans
Espèce
Cruoriella elegans est une espèce d’algues rouges de la famille des Peyssonneliaceae.